# Action du 26 juin 1941
Front de l'Est (Seconde Guerre mondiale)
Batailles
- Constanța
- 26 juin 1941
- 9 juillet 1941
- München
- Odessa
- Crimée (1941)
- 6 décembre 1941
- Jibrieni
- Cap Burnas
- Kertch-Eltigen
- Crimée (1944)

- Raids soviétiques de surface
- Opérations navales roumaines

Campagnes sous-marines
- 1941
- 1942
- 1943
- 1944

L' action du 26 juin 1941 consiste en un engagement entre les marines de l'Union soviétique et de la Roumanie, se déroulant sur le bras de Chilia du delta du Danube, près de la commune de Ceatalchioi. L'action aboutit à une victoire roumaine et au retrait des navires soviétiques, l'un d'entre eux étant endommagé puis capturé.

## Contexte et forces opposées
Le 22 juin 1941, la Roumanie a rejoint l'invasion de l'Union soviétique par l'Axe (Opération Barbarossa) dirigée par le Troisième Reich, dans le but de récupérer les terres perdues par cette dernière en 1940. La bras de Chilia séparait le sud de la Bessarabie de la Roumanie proprement dite, de sorte que le contrôle de cette voie navigable était une priorité pour les deux marines, entraînant plusieurs engagements navals entre les deux.
Les forces roumaines participant à cette action se composaient de deux canonnières torpilleurs de poche, V-1 et V-3, de la flottille roumaine du Danube. Ces navires appartenaient à une classe de 8 unités, construites au Royaume-Uni par Thames Ironworks and Shipbuilding Company sur commande roumaine pendant 1906-1907. Tels que construits, ces navires de 50 tonnes étaient bien armés pour leur taille : en plus d'un canon naval de 47 mm et d'une mitrailleuse de 6,5 mm, chaque bateau transportait également 4 torpilles : deux sur des espars devant le navire et deux autres au milieu du navire, dans des chariots de largage. Les bateaux étaient également blindés, avec des côtés et un pont pare-balles. Leur vitesse maximale s'élevait à 18 nœuds. Cependant, en 1916, leurs torpilles à espar ont été enlevées, ne laissant que les deux torpilles du milieu du navire dans les chariots de largage.
En face des navires roumains se trouvaient quatre canonnières blindées soviétiques de type BKA, de classe Projec t-1125 . Ces bateaux blindés étaient plus légers que leurs homologues roumains, avec un déplacement de 30 tonnes. Cependant, ils étaient plus lourdement armés, transportant un canon de 76 mm dans une tourelle de char et plusieurs mitrailleuses .

## Engagement
L'action a eu lieu aux premières heures du 26 juin, près de Ceatalchioi. Les torpilleurs roumains V-1 et V-3, une partie du groupe tactique Tulcea (avec les deux autres bateaux et deux monitors roumains) ont été impliqués dans une opération de débarquement roumaine réussie le 24 juin, fournissant un soutien d'artillerie pour les troupes au sol et l'occupation du poste d'observation soviétique de Ceatalchioi. Dans la nuit du 25 au 26 juin, trois canonnières blindées soviétiques se sont infiltrées dans les eaux roumaines afin d'installer un barrage de mines. L'action a débuté à 01h20 le 26 juin, lorsque le commandant du V-3 a repéré les trois bateaux soviétiques qui avançaient en ligne. Le commandant roumain a fait feu de son canon de 47 mm sur le bateau soviétique qui se trouvait au milieu de la ligne, le deuxième obus a rapidement mis le feu à bord du navire soviétique. Les deux autres bateaux soviétiques, avec leurs mines à bord, se retirèrent sans riposter. Tout en reculant à toute vitesse, les deux bateaux soviétiques se sont brièvement percutés, mais ont rapidement repris leur route. L'un des deux bateaux a ensuite heurté un rocher dans l'eau, explosant ses moteurs qui rugissaient. Le V-3 a tiré sept autres obus sur les deux bateaux en retraite, tandis que le V-1 a également ouvert le feu. Le bateau soviétique endommagé a finalement été capturé par les Roumains. Il a ensuite été réparé et commandé par la marine roumaine en tant que V-7.

### Articles externes
- (ru) Flotte de la mer Noire
- (en) Romanian Armed Forces in the Second World War